# Dead Rising 2
Dead Rising 2 – druga gra z serii Dead Rising opowiadającej o wirusie zmieniającym ludzi w zombie. Wirus rozprzestrzenił się na całe terytorium Stanów Zjednoczonych, a gracz wciela się w Chucka Greena, który zamierza odnaleźć lekarstwo dla swojej zainfekowanej córki. W grze dostępne jest wiele broni, które można dowolnie modyfikować i łączyć.
Twórcy udostępnili graczom tryb kooperacji dla dwóch graczy oraz inne tryby wieloosobowej rozgrywki dla czterech graczy.